# Prueba de Transición Universitaria
La Prueba de Transición Universitaria (PDT/PTU) o Prueba de Acceso Transitoria fue un test estandarizado escrito, implementado en Chile desde 2020 hasta 2022, para el proceso de admisión a la educación universitaria. Era preparada por el Departamento de Evaluación, Medición y Registro Educacional (DEMRE) de la Universidad de Chile. Como su nombre lo sugiere, se le denominaba "de Transición" ya que reemplazaba momentáneamente a la antigua Prueba de Selección Universitaria mientras se planeaba la próxima prueba estandarizada para ingreso a la educación superior en 2023.
Las Pruebas de Transición que se aplicaban en sus años correspondientes, al igual que la actual Prueba de Acceso, consideraban una menor cantidad de contenidos y median las competencias esenciales para el buen desempeño de los estudiantes en la educación superior, así como la eliminación de un tercio de los contenidos que, de acuerdo con la evidencia, propiciaban inequidades entre los estudiantes.
Adicionalmente, en el marco de la emergencia por la pandemia de COVID-19, el Ministerio de Educación y el DEMRE de la Universidad de Chile, acordaron realizar un ajuste a los temarios, con el objetivo de priorizar sólo aquellos contenidos de IV Medio que son esenciales para el ingreso a la educación superior.
Por regla general se rendía entre el mes de diciembre o enero, y constaba de cuatro pruebas; dos obligatorias (Comprensión Lectora y Matemática) y dos electivas (Historia y Ciencias Sociales, y Ciencias, que incluye Física, Química y Biología).

## Formato y aplicación
La PDT era un conjunto de cuatro pruebas que se rinden en un marco de dos días consecutivos. De estas 4 pruebas:
- Dos eran obligatorias: Lenguaje y Matemática;
- Las 2 restantes eran optativas, pero era obligatoria al menos la elección de una:
  - Historia, Geografía y Ciencias Sociales
  - Ciencias. Esta prueba tiene un módulo común de Biología, Física y Química y tres módulos electivos de las tres ciencias, de los que se elige uno.

La elección de qué pruebas optativas se deseaba rendir dependía de la carrera a la cual se quería postular, ya que algunas de estas pedían una prueba optativa en específico, mientras que otras pedían cualquiera de las dos (y consideraban la prueba con puntuación más alta para la admisión).
La PDT, debido a la pandemia de COVID-19, se realizaba dividiendo a los inscritos en dos grupos con distintas fechas cada uno (cada grupo contaba con el marco de dos días consecutivos) y se les notificaba su grupo unas semanas antes de rendir la prueba. En casos excepcionales, como en casos de inscritos contagiados por SARS-CoV-2, sospechosos de poseerlo o ser contactos estrechos de una persona contagiada durante las fechas de rendición normal, se habilitaba una fecha especial (de dos días consecutivos igualmente) para que pudieran rendirla.
Al igual que la PAA y la PSU, era una prueba de alternativas múltiples. Las respuestas se anotaban en un cuadernillo especial, coloreando con un lápiz determinado ciertos círculos correspondientes a cada una de las alternativas (A, B, C, D o E), el cual era posteriormente leído por un sensor foto-óptico.
Para la determinación de la puntuación final de la PDT se convertían los puntos a una escala arbitraria, pero que sigue una distribución normal. Las puntuaciones finales tenían un valor entre 150 a 850 puntos. Las personas que alcanzaban los 850 puntos se les denominan "puntajes nacionales".
Cada universidad adscrita al sistema único de admisión del CRUCh establecía ponderaciones diferentes para cada prueba y para la puntuación de concentración de notas de la enseñanza media y del ranking del estudiante, según el programa de pregrado ofrecido por la institución. Las puntuaciones finales de ingreso de los postulantes se ordenaban de mayor a menor, siendo el puntaje de corte el puntaje del último estudiante en llenar las vacantes disponibles para ese programa de pregrado en ese proceso de admisión. Este servía como referencia para el siguiente proceso de admisión.

## Diferencias con la PSU[2]

### Prueba de Comprensión Lectora
- Se cambia el nombre de Lenguaje y Comunicación a Comprensión Lectora.
- La cantidad de preguntas se reducen de 80 a 65 preguntas, manteniendo las 5 preguntas de pilotaje.
- Se pueden encontrar preguntas con 4 opciones de respuesta, así como también de 5 opciones como en la prueba anterior.
- Se elimina la sección de "Indicadores de producción de textos" que incluía el manejo de conectores y plan de redacción, pero se mantiene la sección de "Comprensión de lectura", eliminando "vocabulario contextual".
- La prueba ahora evalúa comprensión mediante la aplicación de estrategias lectoras en textos variados.

### Prueba de Matemática
- La cantidad de preguntas se reducen de 80 a 65 preguntas, manteniendo las 5 preguntas de pilotaje.
- Se pueden encontrar preguntas con 4 opciones de respuesta, así como también de 5 opciones como en la prueba anterior.
- El tiempo de responder se reduce de 160 minutos (2 horas con 40 minutos) a 140 minutos (2 horas con 20 minutos).
- Se cambia el eje temático de "Datos y Azar" a "Probabilidad y estadística".
- Se reduce las preguntas de "suficiencia de datos" de dos a una.
- El temario se basa principalmente en las Bases Curriculares y se considera el Ajuste Curricular del 2009, a diferencia de la PSU que evaluaba basándose en este último.
  - Los temas evaluados de la PSU consideraban los Contenidos Mínimos Obligatorios del plan de formación general de 1° a 4° año medio. Ahora, en cambio, se evalúa considerando los Contenidos de 7° básico a 2° medio de las Bases Curriculares, los Contenidos de 3° medio del Ajuste Curricular del 2009 y los Contenidos de 4° medio basándose en ambos curriculum y considerando la priorización curricular por COVID-19.
  - Las habilidades consideradas en la PSU (Comprender, Aplicar y Analizar, Sintetizar y Evaluar) se desprendían de los Objetivos Fundamentales y se relacionan con la Taxonomía de Bloom. Ahora, las habilidades consideradas en la PDT (Resolver problemas, Representar, Modelar y Argumentar) se evalúan en 13 preguntas relacionadas con las Bases Curriculares.

### Prueba de Historia y Ciencias Sociales
- Se elimina la Geografía como pilar del contenido.
- Los cuatro ejes temáticos evaluados en la PSU: "Espacio Geográfico", "El Mundo en Perspectiva Histórica", "Chile y América en Perspectiva Histórica" y "Democracia y Desarrollo", cambian a tres en esta prueba: "Historia en Perspectiva: Mundo, América y Chile", "Formación Ciudadana" y "Economía, Sociedad y Territorio".
- El temario proviene de las Bases Curriculares y Ajuste Curricular del 2009 de la asignatura, a diferencia del temario de la PSU que estaba en función de los Objetivos Fundamentales y Contenidos Mínimos Obligatorios del plan de formación de 1° a 4° medio.

### Prueba de Ciencias: Biología, Física, Química yTécnico Profesional (TP)
En la PDT de Ciencias se cambian ciertas temáticas de las secciones conformadoras de la prueba, tales como:

#### Sección de Biología
- Se reducen las áreas temáticas de cinco a cuatro manteniendo los temas de "Organización, Estructura y Actividad Celular", "Herencia y Evolución" y "Organismo y Ambiente". Se agrega el tema de "Procesos y Funciones Biológicas" que sustituye (y fusiona) los temas de "Procesos y Funciones Vitales" y "Biología Humana y Salud".

#### Sección de Física
- Se reducen las áreas temáticas de cinco a cuatro manteniendo los temas de "Ondas", "Mecánica", "Energía" y "Electricidad y magnetismo" y eliminando el tema de "Macrocosmos y microcosmos".

#### Conocimiento acerca de la Ciencia y de cómo se hace Ciencia
- En la PSU se consideraba las Habilidades de Pensamiento Científico (HPC) como un área temática transversal de cada sección y que debían ser evaluadas respecto al contenido de cada uno de estos. Ahora, en la PDT, se reemplaza por los Aspectos Relacionados con el Conocimiento acerca de la Ciencia y de cómo se hace Ciencia como elementos transversales e integradores de cada área temática y que incluye a las HPC de admisiones anteriores.

Así también, los contenidos y enfoques a evaluar por temario en esta prueba cambiaron. En la PSU se evaluaba con base en los Objetivos Fundamentales y Contenidos Mínimos Obligatorios desde 1° a 4° medio del Ajuste Curricular del 2009. En la prueba actual, el Módulo Común y el Módulo TP se basan en los Objetivos de Aprendizaje según las Bases Curriculares hasta 2° medio. El Módulo Electivo considera los Objetivos de Aprendizaje hasta 2° medio y los Objetivos Fundamentales de la formación general de 3° medio del Ajuste Curricular 2009.

## Estadísticas
| Proceso de admisión | Fechas                                                                    | Alumnos   | Alumnos | Alumnos  | Ref.                    |
| Proceso de admisión | Fechas                                                                    | Inscritos | Rinden  | Postulan | Ref.                    |
| ------------------- | ------------------------------------------------------------------------- | --------- | ------- | -------- | ----------------------- |
| 2021                | 4 y 5 de enero de 2021 7 y 8 de enero de 2021 22 y 23 de enero de 2021(1) | 266 402   | 226 523 | 110 440  | [ 3 ] [ 4 ] [ 5 ] [ 6 ] |
| 2022                | 6 y 7 de diciembre de 2021 9 y 10 de diciembre de 2021                    | 275 630   | 235 000 | -        | [ 7 ] [ 8 ] [ 9 ]       |
| 2023                | Invierno: 4-5 de julio de 2022                                            |           |         |          |                         |

(1) Fecha extraordinaria para inscritos contagiados, sospechosos o contactos estrechos de pacientes con SARS-CoV-2 durante las fechas de rendición normales en el proceso 2021.